# Marcus Bettinelli
Marcus Bettinelli (ur.  24 maja 1992 w Londynie) – angielski piłkarz występujący na pozycji bramkarza w angielskim klubie Manchester City. Młodzieżowy reprezentant Anglii.

## Kariera
Bettinelli dołączył do drużyny U-21 Fulham w 2011 roku. W sierpniu 2012 roku został wypożyczony do Dartford. Zadebiutował w przegranym 0:2 meczu z Macclesfield Town 28 sierpnia 2013 został ponownie wypożyczony – tym razem do Accrington Stanley. 2 września 2013 roku przedłużono umowę wypożyczenia do końca sezonu 2013/14. 10 stycznia 2014 roku podpisał kontrakt z Fulham do 2016 roku. W 2015 roku przedłużył swój kontrakt, obowiązujący do 2019 roku.

## Życie prywatne
Jest synem trenera bramkarzy w akademii Fulham, Vica Bettinelliego.